# Fedir Prochorow
Fedir Wiktorowycz Prochorow (ukr. Федір Вікторович Прохоров; ur. 24 kwietnia 1981) – ukraiński piłkarz, grający na pozycji obrońcy.

## Kariera piłkarska

### Kariera klubowa
Wychowanek Metałurha Zaporoże, w składzie drugiej drużyny której rozpoczął karierę piłkarską. Potem występował w zespołach Obołoni Kijów i Dnipra Dniepropetrowsk. W latach 2002–2005 bronił barw Nafkoma Browary. Dopiero 27 listopada 2005 w składzie Tawrii Symferopol debiutował w Wyszczej lidze w meczu z FK Charków (0:0). Po występach w klubach Krymtepłycia Mołodiżnei Kniaża Szczasływe w 2008 powrócił do Nafkoma Browary. Jesienią 2009 podpisał kontrakt z Nywą Winnica.

### Kariera reprezentacyjna
Na juniorskich Mistrzostwach Europy U-18 rozgrywanych w 2000 roku w Niemczech występował w reprezentacji Ukrainy. Następnie bronił barw reprezentacji Ukrainy U-20 na Mistrzostwach świata U-20.

## Sukcesy i odznaczenia

### Sukcesy reprezentacyjne
- wicemistrz Europy U-18: 2000
- uczestnik turnieju finałowego Mistrzostw świata U-20: 2001